# Lukáš Brož
Lukáš Brož (* 23. října 1985 Jablonec nad Nisou) je český sáňkař, startující v závodech dvojic.
Startoval na Zimních olympijských hrách 2006, kde se umístil se svým bratrem Antonínem na 16. místě. V Soči 2014 skončili na 13. místě v závodech dvojic a na deváté příčce ve smíšené týmové štafetě. Pravidelně se účastní světových šampionátů, jejich nejlepším výsledkem je 12. místo z MS 2009, 2015 a 2017. Na mistrovstvích Evropy skončili nejlépe šestí v roce 2013.